# Тежки крайцери тип „Норфолк“
Норфолк (на английски: Norfolk) са тип тежки крайцери на Британския Кралски флот, от времето на Втората световна война. Те се отнасят към типа „Каунти“ (County), 3-та серия. Всичко от проекта са построени 2 единици: „Норфолк“ (на английски: HMS Norfolk (78)) и „Дорсетшир“ (на английски: HMS Dorsetshire (40)).

## История на създаването
Корабите от II серия (типа „Лондон“), са недостатъчно бронирани, което предизвиква дискусии и спорове. Даадено е задание за проект, който предвижда усилване на бронирането. Но довеждането на защитата до нужното ниво води до ръст на водоизместимостта и нарушава договорният лимит за стандартната водоизместимост на корабите. В резултат на това новите крайцери си остават със системата на брониране на „лондоните“, като леко е усилена защитата на погребите на главната артилерия. Допълнителни 75 тона корабна броня са поставени за сметка на по-леките артилерийски кули на главния калибър Mk II.

## Конструкция
Тежките крайцери от типа „Норфолк“ са гладкопалубни високобордни кораби с три високи, с неголям наклон назад комина и две мачти.

## История на службата
„HMS Norfolk (1928)“ – заложен на 8 юли 1927 г., спуснат на вода на 12 декември 1928 г., влиза в строй на 30 април 1930 г.
„HMS Dorsetshire (1929)“ – построен от корабостроителницата на ВМС в град Портсмът (заложен на 21 септември 1927 г.), спуснат на 29 януари 1929 г., влиза в строй на 30 септември 1930 г. Наречен е в чест на английското графство Дорсетшир. Втория и последен кораб на тази серия. Потопен е на 5 април 1942 г. заедно с крайцера „HMS Cornwall“ от авионападение осъществено от японски самолетоносачи.

## Оценка на проекта
Това пише британският ежеседмичник The Engineer в броя си от 3 януари 1930 г.:
Що се касае 10000-тонните крайцери, следва да се отбележи, че тяхната популярност намалява във всички флотове, освен в американския. Независимо от внушителните им размери, скорост и въоръжение, те имат два значителни недостатъка. Първият от тях е слабото брониране, аналогично на най-лошото такова на нашите довоенни линейни крайцери. Вторият е прекалената им цена. С договори или без тях, Британската империя винаги ще се нуждае от голям брой крайцери, но ние не можем да си позволим да построим множество кораби на стойност 2 милиона фунта всеки
.

## Коментари
1. ↑  Всички данни са приведени по състояние към 1939 г.